# Dagenbach (Trautskirchen)
Dagenbach ist ein Gemeindeteil der Gemeinde Trautskirchen im Landkreis Neustadt an der Aisch-Bad Windsheim (Mittelfranken, Bayern). Dagenbach liegt in der Gemarkung Trautskirchen.

## Geografie
Durch das Dorf fließt der Taubenlohebach, ein rechter Zufluss der Zenn. Im Süden liegt das Waldgebiet Bergholz und im Norden das Waldgebiet Langert. Eine Gemeindeverbindungsstraße führt nach Einersdorf (1,7 km nordöstlich).

## Geschichte
Der Ort wurde 1297 als „Tachenbach“ erstmals urkundlich erwähnt, als der Bischof von Würzburg den Ort der Kirchengemeinde Markt Erlbach zuwies. Der Ortsname leitet sich von einem gleichlautenden Gewässernamen ab (heute Taubenlohebach genannt), dessen Bestimmungswort das Adjektiv „tahe“ (mhd. für Lehm) ist. Seit 1402 gehört der Ort zur Kirchengemeinde Trautskirchen.
Gegen Ende des 18. Jahrhunderts gab es in Dagenbach sechs Anwesen (2 Höfe, 2 Halbhöfe, 2 Güter). Das Hochgericht übte das Rittergut Trautskirchen im begrenzten Umfang aus. Es hatte ggf. an das Obervogteiamt Virnsberg auszuliefern. Die Dorf- und Gemeindeherrschaft und die Grundherrschaft über alle Anwesen hatte das Rittergut Trautskirchen.
Im Rahmen des Gemeindeedikts wurde Dagenbach dem 1808 gebildeten Steuerdistrikt Buch und der 1811 gebildeten Ruralgemeinde Buch zugeordnet. Am 4. Januar 1821 wurde Dagenbach nach Trautskirchen umgemeindet.
Anfang der 1970er Jahre entstand nördlich von Dagenbach eine Wochenendsiedlung, die nach dem damaligen Bürgermeister von Trautskirchen Hans Würflein benannt wurde.

## Einwohnerentwicklung
| Jahr      | 001818 | 001840 | 001861 | 001871 | 001885 | 001900 | 001925 | 001950 | 001961 | 001970 | 001987 |
| Einwohner | 45     | 58     | 50     | 55     | 48     | 47     | 36     | 46     | 29     | 31     | 55     |
| Häuser    | 9      | 9      |        |        | 10     | 10     | 6      | 8      | 6      |        | 27     |
| Quelle    | [ 11 ] | [ 12 ] | [ 13 ] | [ 14 ] | [ 15 ] | [ 16 ] | [ 17 ] | [ 18 ] | [ 19 ] | [ 20 ] | [ 1 ]  |

## Religion
Der Ort ist seit der Reformation evangelisch-lutherisch geprägt und nach St. Laurentius (Trautskirchen) gepfarrt. Die Einwohner römisch-katholischer Konfession sind nach Mariä Himmelfahrt (Sondernohe) gepfarrt.